# Тетрадактилюсы
Тетрадактилюсы, или четырёхпалые поясохвосты (Tetradactylus) — род ящериц семейства Gerrhosauridae. Включает 7 видов.

## Описание
Общая длина представителей этого рода геррозавров достигает 20—25 см. Окрас обычно однотонный (в основном коричневато-серый с оттенками оливкового). Имеют длинные хвосты. Особенность представителей рода Tetradactylus — несколько редуцированные конечности и пальцы. У некоторых видов пальцев на лапе 4 или даже 2. Конечности довольно короткие. Впрочем, у всех представителей этого рода остался развитым средний палец, благодаря которому тетрадактилюсы роют норы.

## Образ жизни
Любят сухие, скалистые, каменистые места. Довольно быстро передвигаются между камней. Часто скрывается в кустарниках. Питаются насекомыми и другими мелкими беспозвоночными.
Это яйцекладущие ящерицы. Откладывают свои яйца в термитники. В кладке до 2-х яиц.

## Распространение
Обитают в юго-восточной части Африки.

## Виды
- Африканский тетрадактилюс (Tetradactylus africanus)[1]
- Тетрадактилюс Брейера (Tetradactylus breyeri)[1]
- Тетрадактилюс Эствуда (Tetradactylus eastwoodae)[1]
- Тетрадактилюс Элленбергера (Tetradactylus ellenbergeri)[1]
- Tetradactylus seps
- Tetradactylus tetradactylus
- Tetradactylus udzungwensis